# Gloucester County (New Brunswick)
Gloucester County ist ein County in der kanadischen Provinz New Brunswick. Der Verwaltungssitz ist die Stadt Bathurst. Das County hat 78.444 Einwohner (Stand 2016) und erstreckt sich über ein Gebiet von 4743,67 km².
Die Wirtschaft des County basiert vor allem auf Fischfang, Bergbau und Forstwirtschaft. Der Tourismus nimmt zunehmend eine größere Bedeutung ein.
Die wichtigsten geographischen Objekte sind die Chaleur-Bucht, der Sankt-Lorenz-Golf, die Flüsse Pokemouche River (Rivière Pokemouche), Big Tracadie River (Grande Rivière Tracadie) und Nepisiguit River sowie die Inseln Île Pokesudie, Île Lamèque und Île Miscou.

## Verwaltungsgliederung

### Städte und Gemeinden
Es gibt 19 Gemeinden im Gloucester County (Stand 2016).

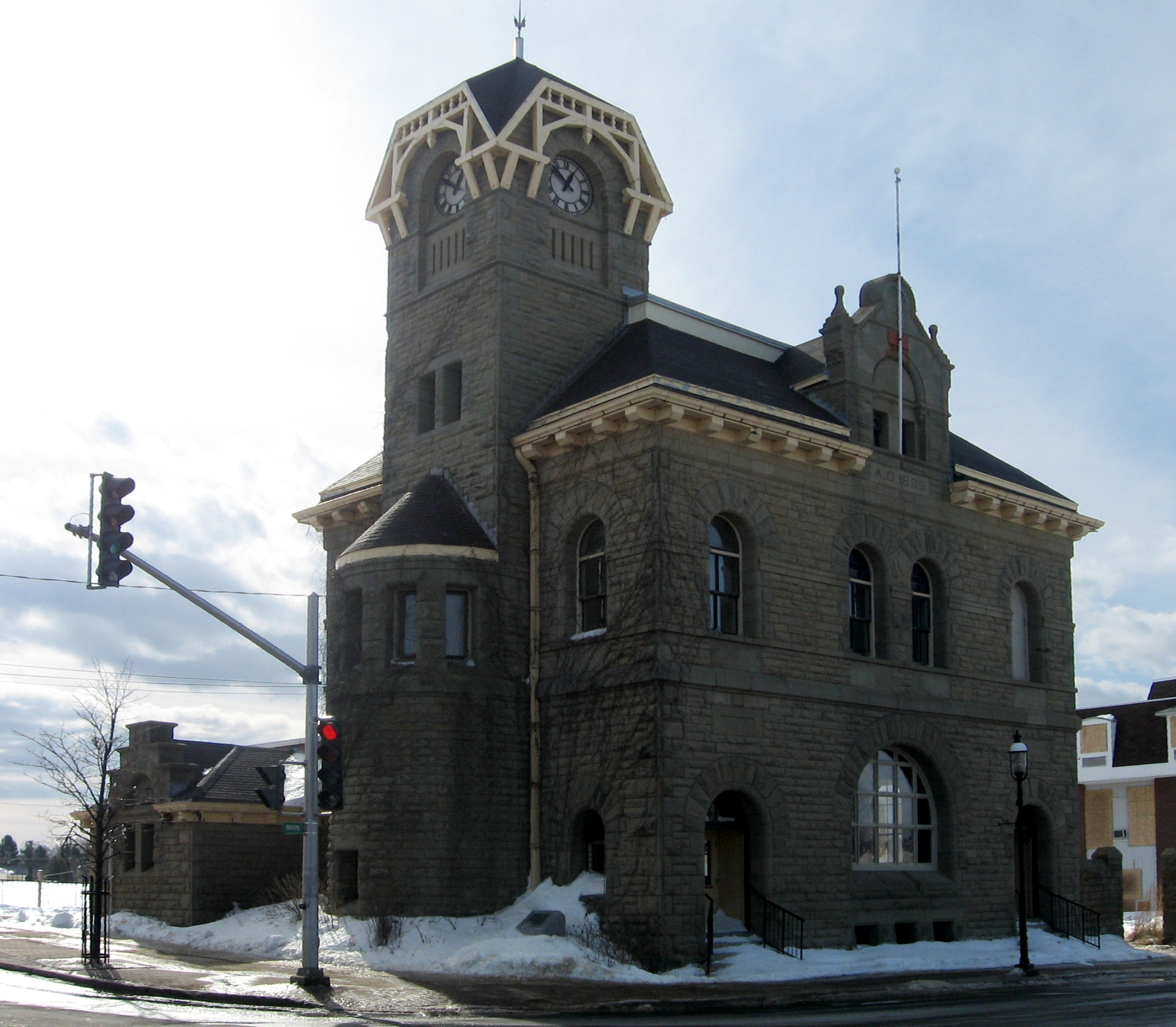
Das alte Postgebäude in Bathurst

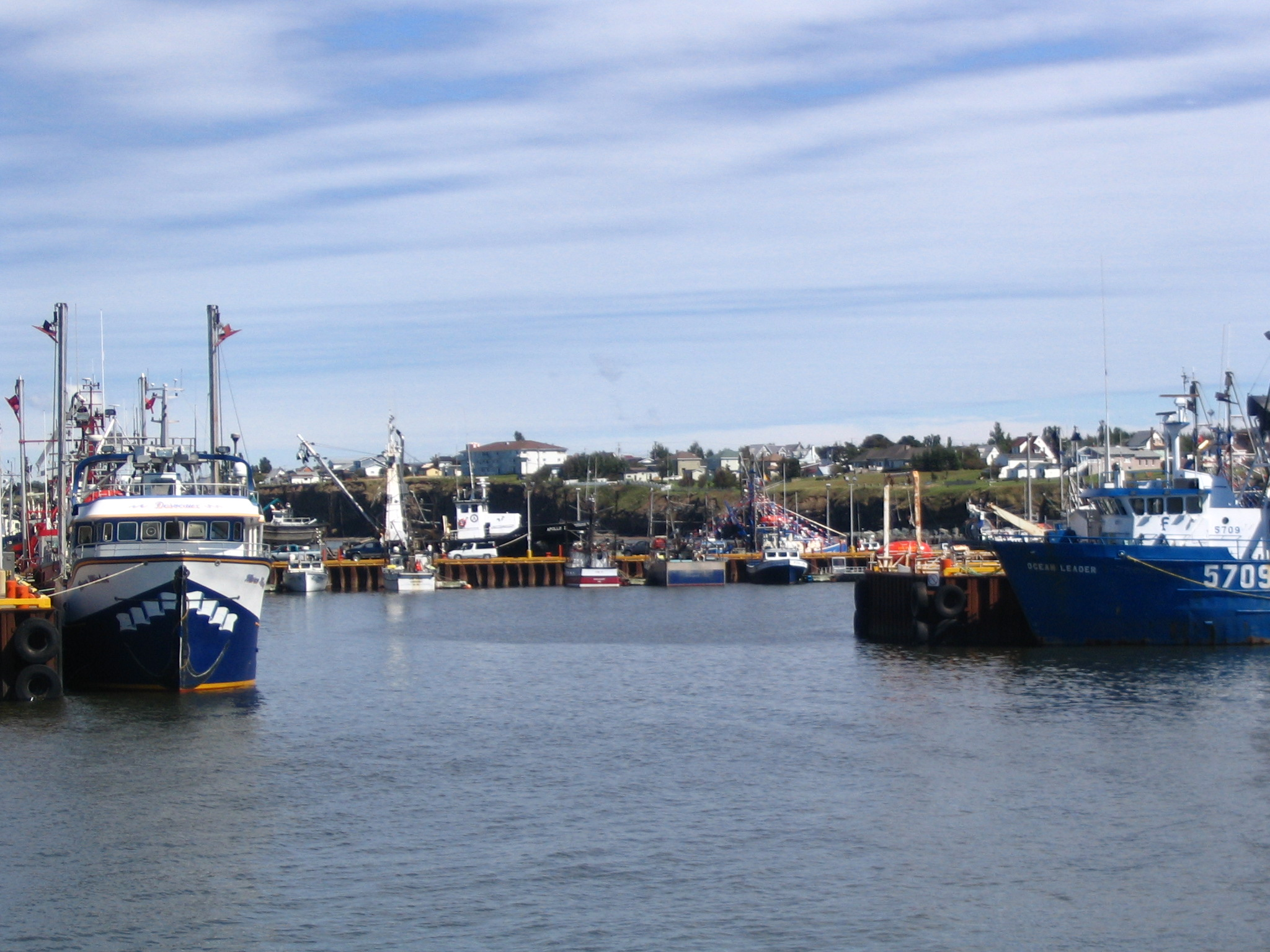
Der Hafen von Caraquet

| Name                       | Status                | Fläche km2 | Einwohnerzahl 2016 |
| -------------------------- | --------------------- | ---------- | ------------------ |
| Bas-Caraquet               | Village               | 31,01      | 1305               |
| Bathurst                   | City                  | 92,04      | 11897              |
| Belledune                  | Village               | 189,47     | 1417               |
| Beresford                  | Town                  | 19,41      | 4288               |
| Bertrand                   | Village               | 57,44      | 1166               |
| Caraquet                   | Town                  | 68,35      | 4248               |
| Grande-Anse                | Village               | 24,33      | 899                |
| Lamèque                    | Town                  | 12,51      | 1285               |
| Le Goulet                  | Village               | 5,49       | 793                |
| Maisonette                 | Village               | 12,90      | 495                |
| Nigadoo                    | Village               | 7,65       | 963                |
| Paquetville                | Village               | 9,26       | 720                |
| Petit-Rocher               | Village               | 4,52       | 1897               |
| Pointe-Verte               | Village               | 13,76      | 886                |
| Saint-Isidore              | Village               | 22,94      | 764                |
| Saint-Léolin               | Village               | 19,73      | 647                |
| Sainte-Marie-Saint-Raphaël | Village               | 15,90      | 879                |
| Shippagan                  | Town                  | 10,02      | 2580               |
| Tracadie                   | Regional Municipality | 516,61     | 16114              |

### Indianerreservate
Es gibt ein First Nations-Indianerreservat (französisch: Premières nations, deutsch: Erste Nationen – alle indigenen Völker in Kanada).
| Name        | Fläche km2 | Einwohnerzahl 2016 |
| ----------- | ---------- | ------------------ |
| Pabineau 11 | 4,92       | 134                |

### Parishes
Das County ist in 9 Parishes unterteilt (Stand 2016).
| Name          | Fläche km2 | Einwohnerzahl 2016 |
| ------------- | ---------- | ------------------ |
| Allardville   | 654,69     | 2032               |
| Bathurst      | 1504,87    | 4797               |
| Beresford     | 456,86     | 6248               |
| Caraquet      | 109,97     | 1337               |
| Inkerman      | 107,56     | 2366               |
| New Bandon    | 359,11     | 1214               |
| Paquetville   | 220,51     | 2329               |
| Saint-Isidore | 173,25     | 1361               |
| Shippagan     | 208,08     | 4800               |

## Galerie

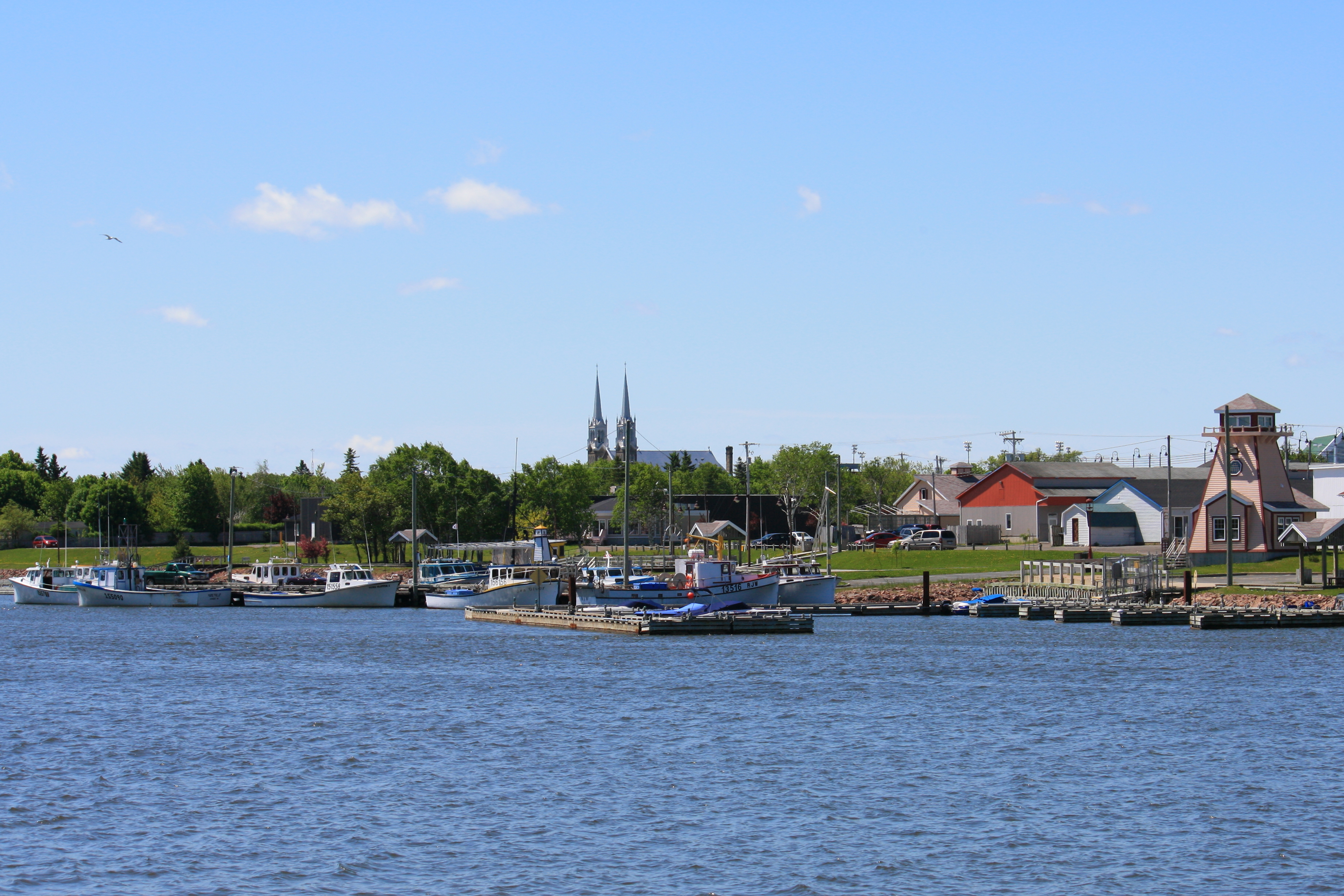
Panorama von Tracadie-Sheila
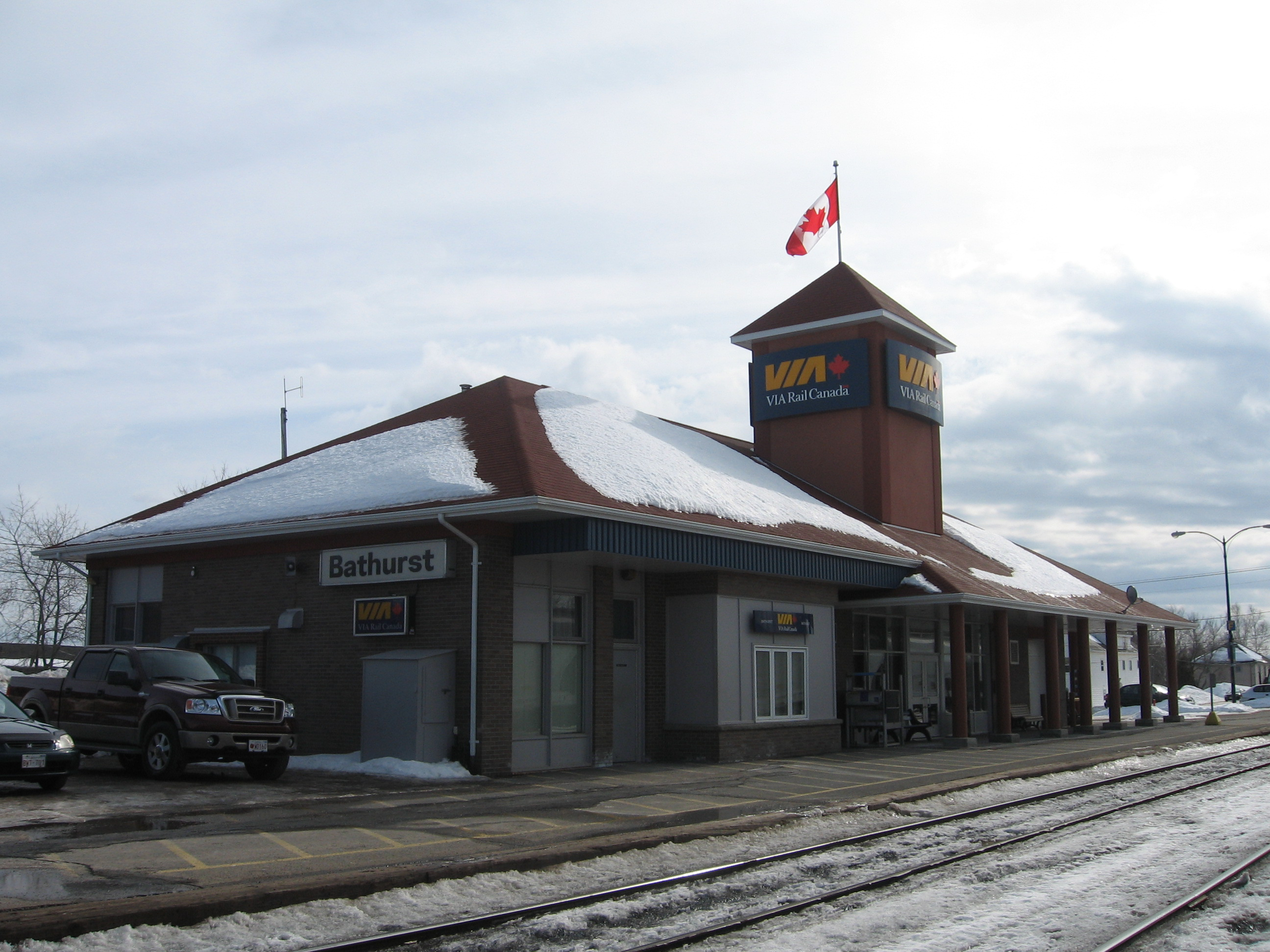
Der Bahnhof bei Bathurst
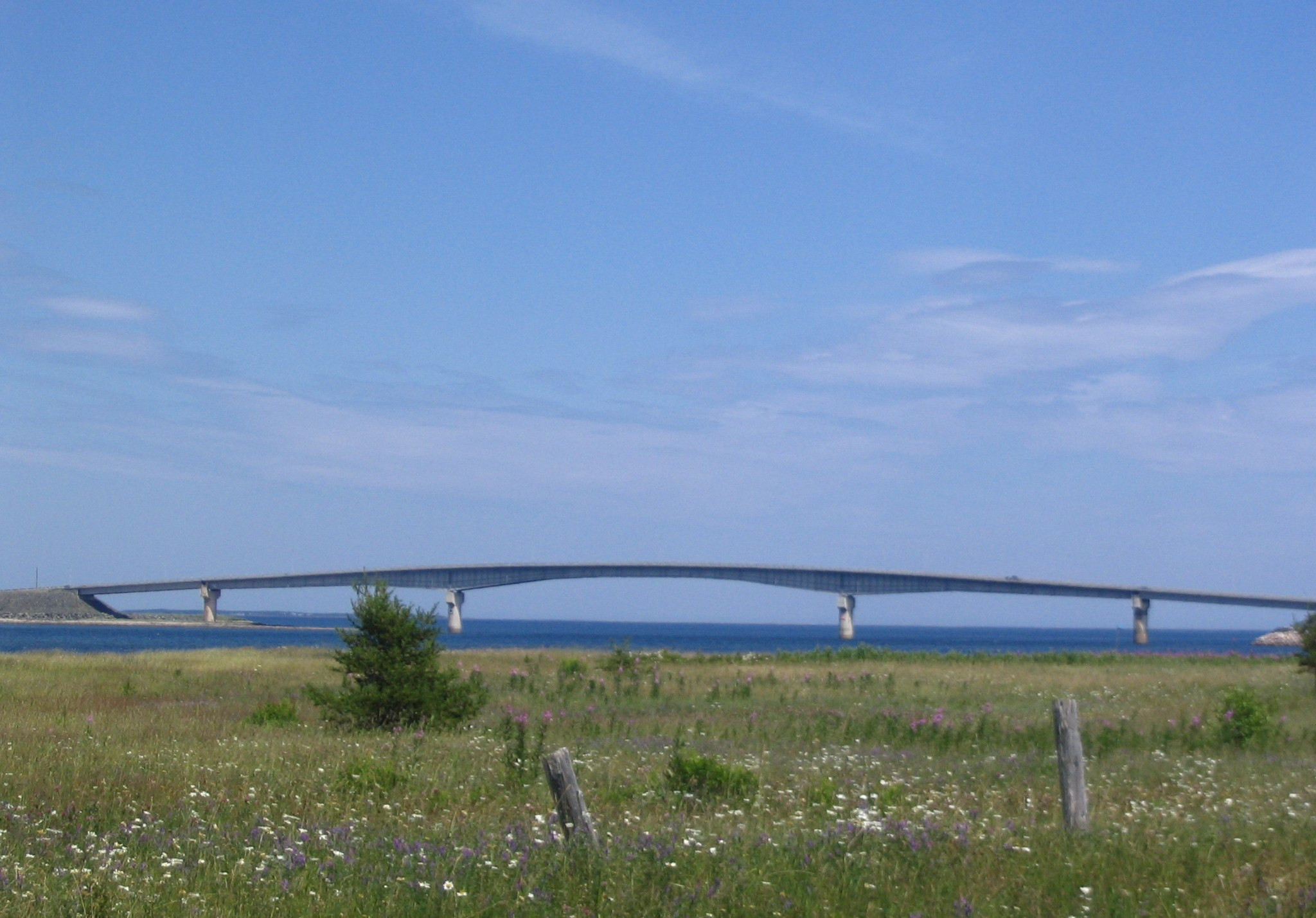
Die Brücke von Miscou
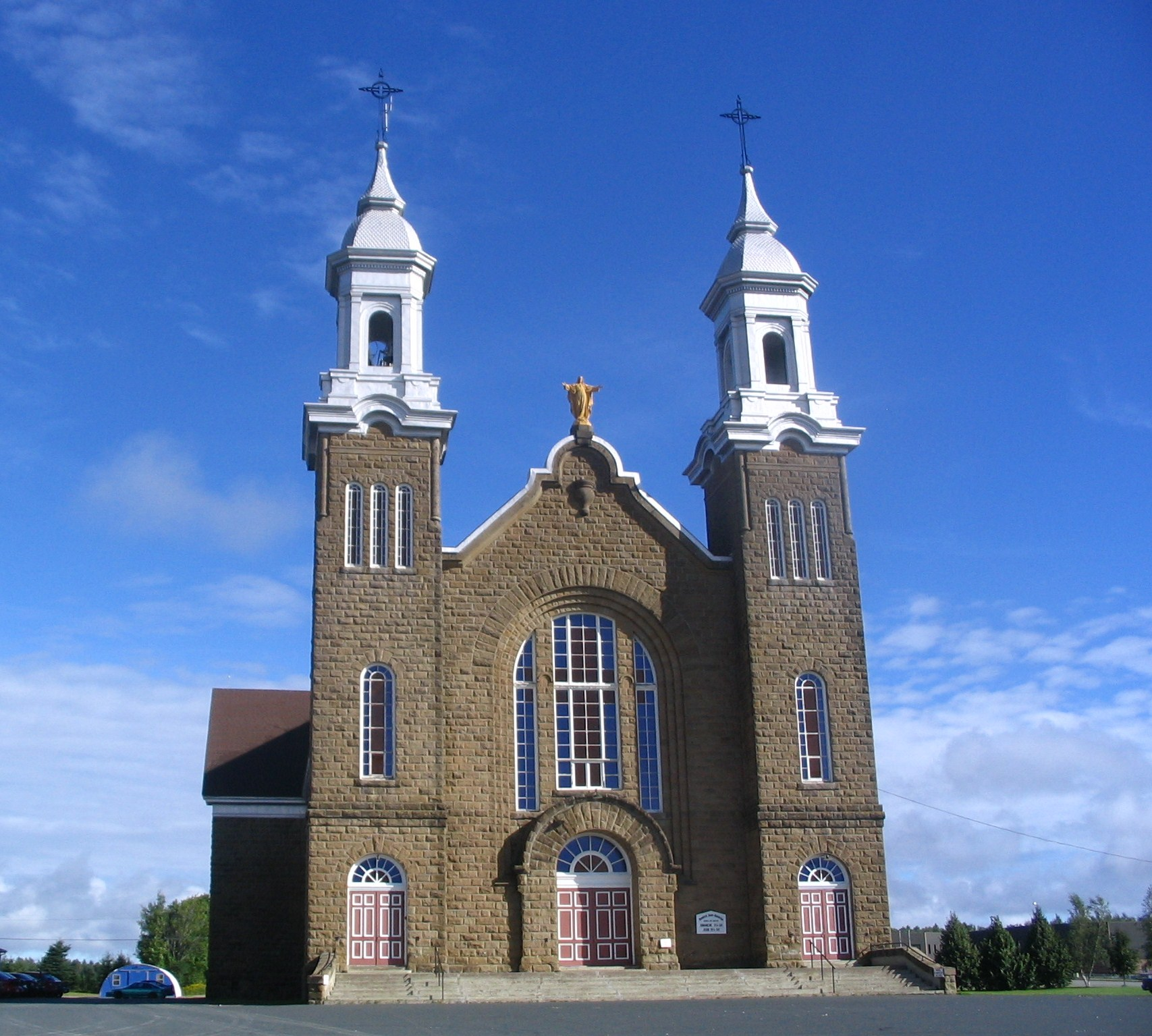
Die Kirche in Paquetville